# 国道495号

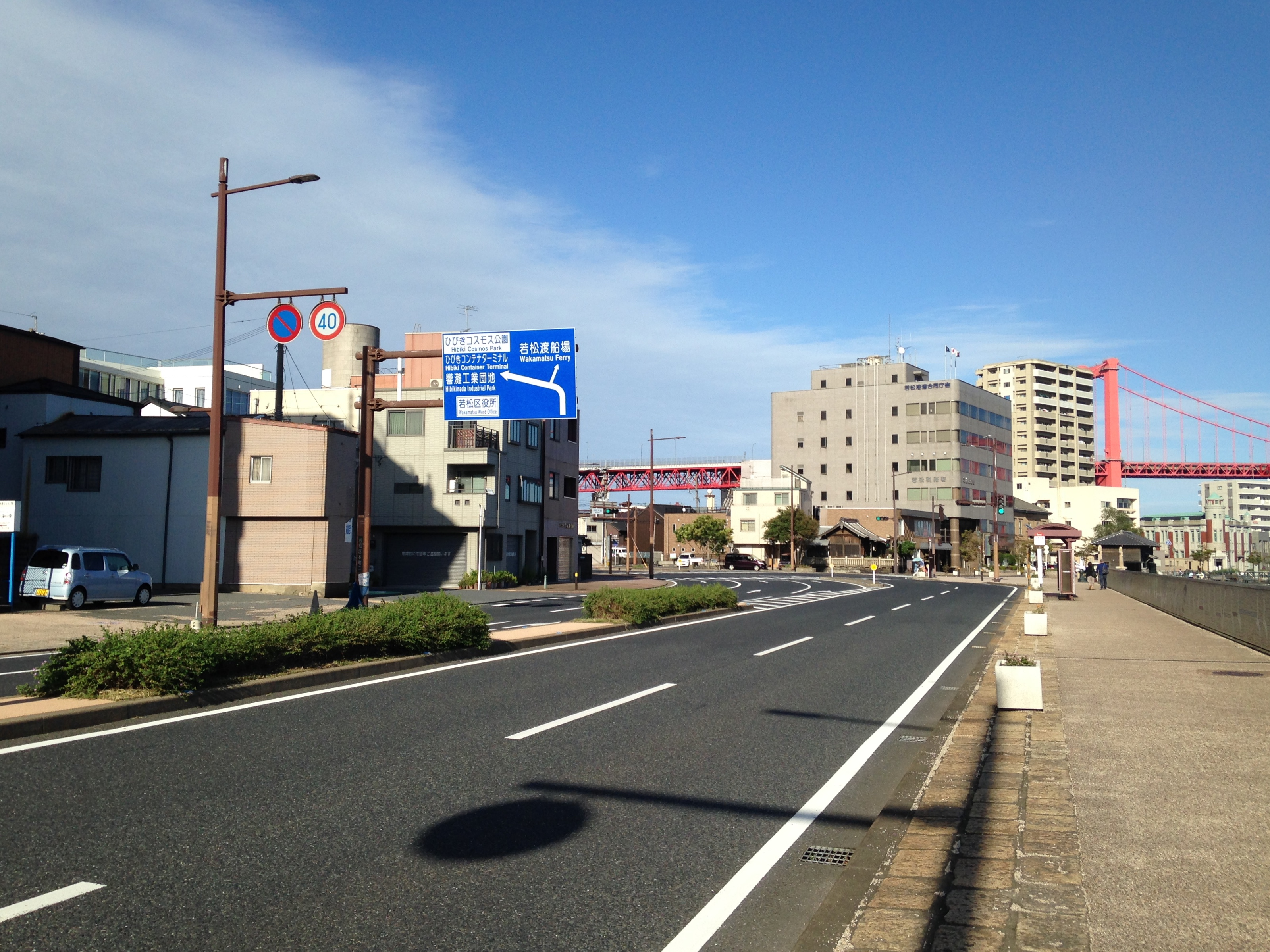
起点付近（北九州市若松区本町二丁目）。奥が芦屋方面

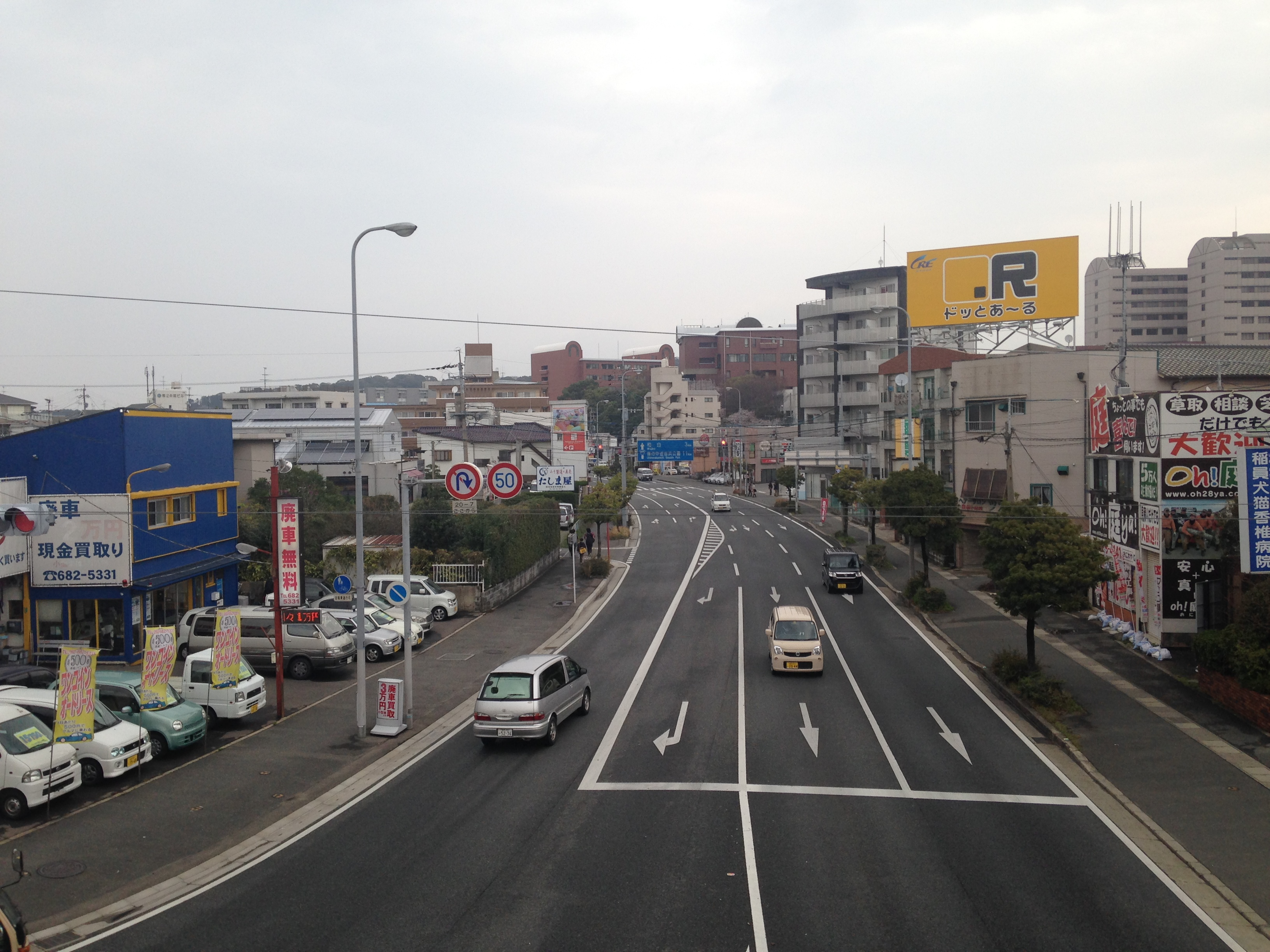
終点付近（福岡市東区香住ヶ丘一丁目）。奥が和白方面

国道495号（こくどう495ごう）は、福岡県北九州市若松区から福岡市東区に至る一般国道である。

## 概要
起点の北九州市若松区若松駅前から若松発電所前交差点までは臨海部の工業地帯を通過する幹線道路であり、ひびきコンテナターミナルへのアクセス道路となっているため、大型車の交通量が多い。若松市街地を回避して戸畑区側から臨海部へ至る新たなルートとして若戸トンネルが整備された。国道制定当時は若松市街地を中川通り、大井戸通りを経て脇ノ浦入口交差点へ至る旧県道のルートで設定されていた。その後芦屋町のジグザグ区間を除き福津市までの区間は、おおむね玄界灘に沿い、都市部から離れているため、比較的交通量の少ない快走路である。なお若松駅前から芦屋町までは国道199号・福岡県道26号北九州芦屋線を経由する方が格段に便利である。福津市から福岡市東区までの区間は、かつての国道3号であり、交通量が多くよく渋滞する。福岡市内の4.1 kmには「和白通り」との福岡市道路愛称が付けられている。1990年代後半までは海の中道、志賀島方面への分岐となる「和白」交差点付近が週末を中心に非常に混雑し、県内屈指の渋滞ポイントとなっていたがアイランドシティを経由する道路、新宮町からのアクセス道路として福岡県道537号湊下府線、福岡県道538号湊塩浜線の整備、また和白交差点より都心方面への4車線化が完成したことなどによりかなり改善されている。

### 路線データ
一般国道の路線を指定する政令に基づく起終点および重要な経過地は次のとおり。
- 起点：北九州市（若松区、若松駅前交差点 = 国道199号交点）
- 終点：福岡市（東区、香住ヶ丘一丁目交差点 = 国道3号交点）
- 重要な経過地：福岡県宗像郡玄海町[注釈 2]
- 総延長 : 71.3 km（福岡県 44.8 km、北九州市 22.2 km、福岡市 4.4 km）[3][注釈 3]
- 重用延長 : なし[3][注釈 3]
- 未供用延長 : なし[3][注釈 3]
- 実延長 : 71.3 km（福岡県 44.8 km、北九州市 22.2 km、福岡市 4.4 km）[3][注釈 3]
  - 現道 : 65.8 km（福岡県 43.7 km、北九州市 17.7 km、福岡市 4.4 km）[3][注釈 3]
  - 旧道 : 1.1 km（福岡県 1.1 km km、北九州市 - km、福岡市 - km）[3][注釈 3]
  - 新道 : 4.5 km（福岡県 - km、北九州市 4.5 km、福岡市 - km）[3][注釈 3]
- 指定区間：なし[4]

## 歴史
- 1993年（平成5年）4月1日 - 一般国道495号指定。

福岡県告示により当時の福岡県道63号若松芦屋線と、福岡県道26号北九州芦屋福岡線のうち遠賀郡芦屋町から福岡市東区までの区間が国道に昇格して現在に至る（県道26号のうち残された北九州市から遠賀郡芦屋町の区間は福岡県道26号北九州芦屋線となった）。

## 路線状況

### 芦屋町内の経路変更
2015年（平成27年）以前、芦屋町の市街地では一車線区間を含むクランク状の細い街路を経由していた。道路利用者への案内をわかりやすくするため、2014年（平成26）年3月に福岡県と芦屋町の間で「町道と国・県道の振替えに関する協定書」が締結され、準備が整った路線から順次、実際の交通に合わせる形で福岡県道や芦屋町道との間で管理換えを行った上で経路変更されることになった。この協定に基づき、2015年（平成27年）3月31日には芦屋橋西交差点から白浜町交差点までの区間（旧道は福岡県道27号直方芦屋線と芦屋町道に）と緑ヶ丘交差点から浜口公民館前交差点までの区間（旧道は芦屋町道に）の経路が変更された。2016年（平成28年）4月1日には浜口町交差点から芦屋ボートレース場前交差点までの区間がショートカットから芦屋浜口南交差点経由へと変更され、それまでの福岡県道26号北九州芦屋線と福岡県道285号浜口遠賀線の一部が国道495号に編入され、旧道は芦屋町道に移管された。

### 別名
- 若松コスモス街道（北九州市）
  - 埋め立て地を通過する安瀬変電所前交差点 - 脇ノ浦入口交差点間の沿道にボランティアの協力を得てコスモスが植えられ、9月から10月にかけて花を咲かせて多くの人に親しまれたことからこのように呼ばれた。この事業は2011年度で終了し、濃い緑の森の形成を目指してドングリ等の植樹が進められている[8]。
- 旧国道3号線
- 旧県道26号線
- 和白通り（福岡市）

### バイパス
- 竹並バイパス（北九州市若松区頓田 - 同区蜑住（あますみ））
  - 若松発電所前交差点 - 竹並交差点間は都市計画道路12号線の一部として2005年4月5日に供用開始[9]。都市計画道路12号線はそのまま南に進み市道折尾頓田線として北九州学術研究都市方面に向かうが、国道495号竹並バイパスは竹並交差点で西に折れる。竹並交差点 - 稲国交差点間は都市計画道路竹並芦屋線として整備されており、当初2010年度に整備完了予定であった[10]が事業は遅延し、2014年12月10日に竹並交差点 - 火の坂交差点間（延長1.4 km）が開通した[11]。残る火の坂交差点 - 稲国交差点間（延長800 m）も2018年5月15日に4車線化供用し、全線が4車線化開通となった[12]。

### 道の駅
- むなかた（宗像市）

## 地理

### 通過する自治体
- 福岡県
  - 北九州市（若松区） - 遠賀郡芦屋町 - 遠賀郡岡垣町 - 宗像市 - 福津市 - 古賀市 - 糟屋郡新宮町 - 福岡市（東区）

### 交差する道路
| 交差する道路                                                     | 市町村名 | 市町村名 | 交差する場所         | 交差する場所                           |
| ---------------------------------------------------------------- | -------- | -------- | -------------------- | -------------------------------------- |
| 国道199号                                                        | 北九州市 | 若松区   | 白山1丁目            | 若松駅前交差点 / 起点                  |
| 若戸トンネル                                                     | 北九州市 | 若松区   | 浜町3丁目            | 浜町3丁目交差点                        |
| 国道495号 / 竹並バイパス 福岡県道277号頓田二島線                 | 北九州市 | 若松区   | 大字頓田             | 若松発電所前交差点                     |
| 福岡県道274号海老川早間前線                                      | 北九州市 | 若松区   | 大字有毛             |                                        |
| 福岡県道11号有毛引野線                                           | 北九州市 | 若松区   | 大字有毛             | 有毛交差点（現道側）                   |
| 福岡県道11号有毛引野線                                           | 北九州市 | 若松区   | 大字蜑住（あますみ） | （バイパス側）                         |
| 福岡県道202号水巻芦屋線                                          | 遠賀郡   | 芦屋町   | 大字山鹿             |                                        |
| 福岡県道202号水巻芦屋線 重複区間起点                             | 遠賀郡   | 芦屋町   | 大字山鹿             | 田屋交差点                             |
| 福岡県道202号水巻芦屋線 重複区間終点                             | 遠賀郡   | 芦屋町   | 大字山鹿             | 山鹿唐戸交差点                         |
| 国道495号 / バイパス                                             | 遠賀郡   | 芦屋町   | 大字山鹿             | 山鹿交差点                             |
| 福岡県道284号高浜東町線                                          | 遠賀郡   | 芦屋町   | 船頭町               | 正門町交差点                           |
| 福岡県道27号直方芦屋線                                           | 遠賀郡   | 芦屋町   | 中ノ浜               | 芦屋橋西交差点                         |
| 福岡県道224号芦屋港線                                            | 遠賀郡   | 芦屋町   | 白浜町               | 芦屋町役場前交差点                     |
| 福岡県道26号北九州芦屋線 福岡県道285号浜口遠賀線                 | 遠賀郡   | 芦屋町   | 大字芦屋             | 芦屋浜口南交差点                       |
| 福岡県道287号岡垣宗像線                                          | 遠賀郡   | 岡垣町   | 大字黒山             | 須賀橋交差点                           |
| 福岡県道286号黒山広渡線                                          | 遠賀郡   | 岡垣町   | 大字黒山             | 黒山三差路交差点                       |
| 福岡県道288号原海老津線                                          | 遠賀郡   | 岡垣町   | 大字内浦             | 芹田交差点                             |
| 福岡県道75号若宮玄海線 福岡県道502号玄海田島福間線               | 宗像市   | 宗像市   | 田野                 | 瀬戸交差点                             |
| 福岡県道300号岡垣玄海線 重複区間起点                             | 宗像市   | 宗像市   | 江口                 | 江口交差点                             |
| 福岡県道69号宗像玄海線                                           | 宗像市   | 宗像市   | 神湊                 | 神湊交差点                             |
| 福岡県道300号岡垣玄海線 重複区間終点                             | 宗像市   | 宗像市   | 神湊                 | 神湊西交差点                           |
| 福岡県道528号勝浦宗像線                                          | 宗像市   | 宗像市   | 勝浦                 |                                        |
| 福岡県道502号玄海田島福間線 重複区間起点                         | 宗像市   | 宗像市   | 勝浦                 | 桂区交差点                             |
| 福岡県道502号玄海田島福間線 重複区間終点 福岡県道528号勝浦宗像線 | 宗像市   | 宗像市   | 勝浦                 | 練原交差点                             |
| 福岡県道502号玄海田島福間線                                      | 福津市   | 福津市   | 津屋崎6丁目          | 宮ノ元交差点                           |
| 福岡県道533号渡津屋崎線                                          | 福津市   | 福津市   | 津屋崎1丁目          |                                        |
| 福岡県道30号飯塚福間線 福岡県道97号福間宗像玄海線                | 福津市   | 福津市   | 中央6丁目            | 旭橋交差点                             |
| 福岡県道35号筑紫野古賀線                                         | 古賀市   | 古賀市   | 花見東1丁目          | 花見交差点                             |
| 福岡県道514号古賀停車場線                                        | 古賀市   | 古賀市   | 天神2丁目            |                                        |
| 福岡県道534号清滝古賀線                                          | 古賀市   | 古賀市   | 日吉1丁目            | 終末処理場入口交差点                   |
| 福岡県道539号小竹下府線                                          | 糟屋郡   | 新宮町   | 下府2丁目            | 社会福祉センター前交差点               |
| 福岡県道537号湊下府線                                            | 糟屋郡   | 新宮町   | 下府2丁目            | 新宮中学前交差点                       |
| 福岡県道537号湊下府線 / バイパス 福岡県道540号山田新宮線         | 糟屋郡   | 新宮町   | 下府2丁目            | 新宮中学前交差点                       |
| 福岡県道59号志賀島和白線 / 海の中道                              | 福岡市   | 東区     | 和白丘2丁目          | 和白交差点                             |
| 国道3号 福岡高速道路1号線                                        | 福岡市   | 東区     | 香住ヶ丘1丁目        | 香住ヶ丘一丁目交差点 / 終点 香椎出入口 |

### 交差する鉄道
- 香椎線